# Etlingera lagarophylla
Etlingera lagarophylla är en enhjärtbladig växtart som beskrevs av Axel Dalberg Poulsen. Etlingera lagarophylla ingår i släktet Etlingera och familjen Zingiberaceae. Inga underarter finns listade i Catalogue of Life.